# La Basse-Vaivre
La Basse-Vaivre är en kommun i departementet Haute-Saône i regionen Bourgogne-Franche-Comté i östra Frankrike. Kommunen ligger i kantonen Jussey som tillhör arrondissementet Vesoul. År 2022 hade La Basse-Vaivre 44 invånare.

## Befolkningsutveckling
Antalet invånare i kommunen La Basse-Vaivre
| Referens: INSEE |